# Geografie Ukrajiny

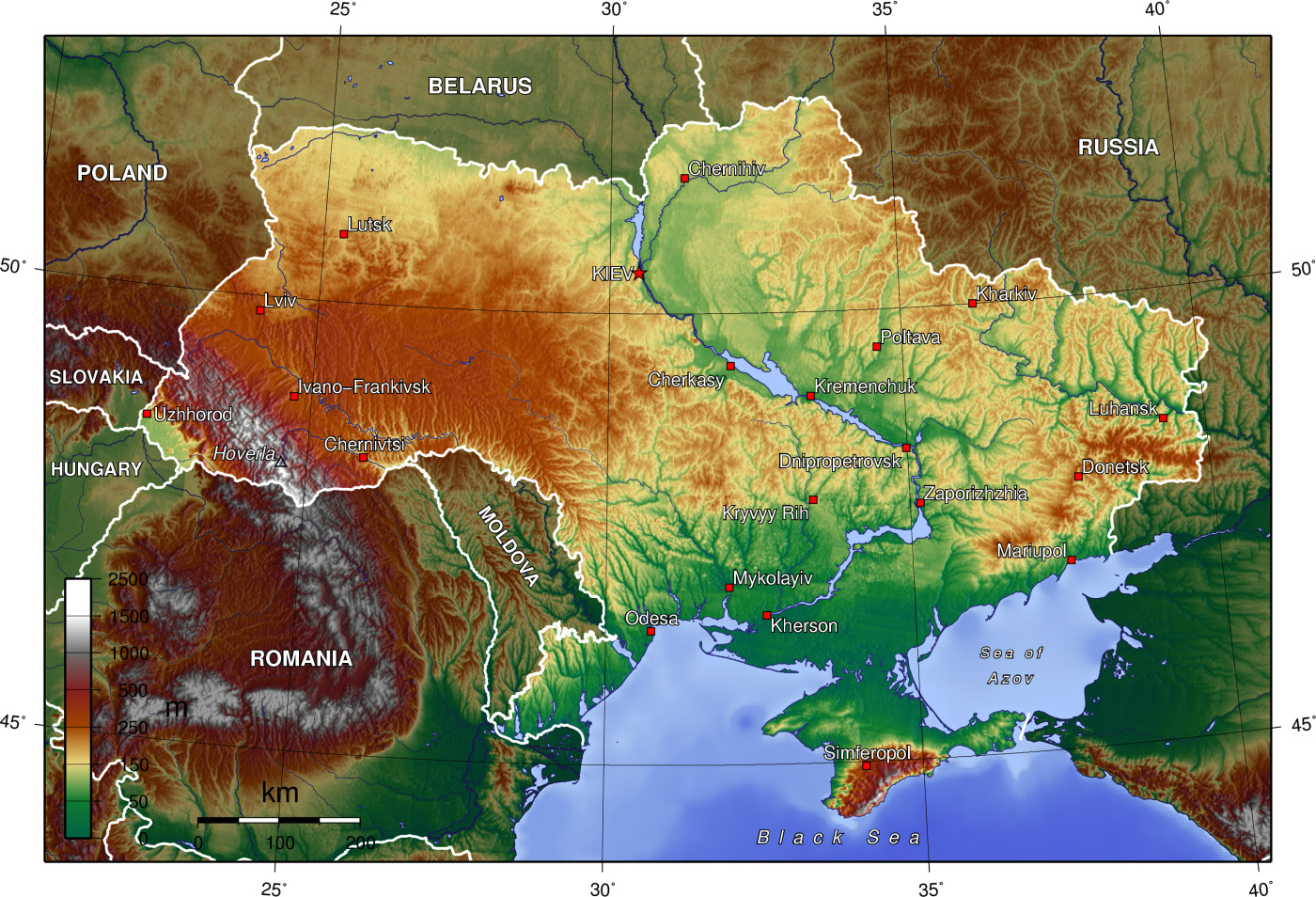
Fyzická mapa Ukrajiny

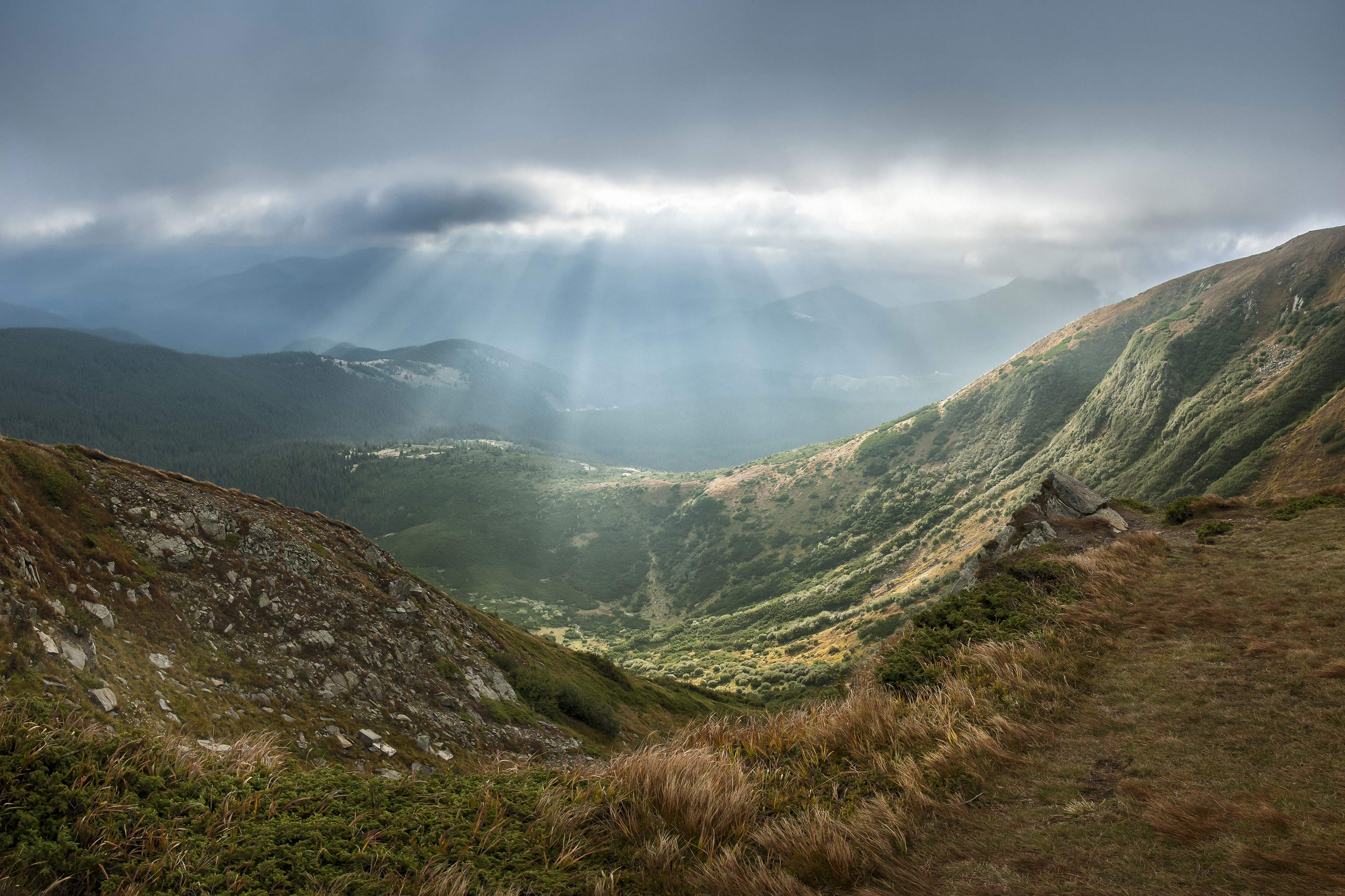
Pohled z nejvyšší ukrajinské hory Hoverla na Karpatský národní park

Ukrajina je stát ve východní, částečně i ve střední Evropě. Je druhým největším státem Evropy po Ruské federaci a největším státem, jehož celé území se nachází v Evropě. Jižní hranice je tvořena Azovským a Černým mořem, mezi něž vybíhá Krymský poloostrov.

## Hranice
- Celková délka hranic: 7340 km
- Celková délka suchozemské hranice: 4558 km (62%)
- Délka pobřeží: 2 782 km (38%)
- Délka hranic s jednotlivými státy:
  - Bělorusko: 891 km (12%)
  - Moldavsko: 939 km (13%)
  - Polsko: 535 km (7%)
  - Rumunsko (celkem) 531 km (7%)
    - Rumunsko (jižní) 169 km (2%)
    - Rumunsko (západní) 362 km (5%)

  - Rusko 1576 km (21%)
  - Slovensko 90 km (1%)
  - Maďarsko 103 km (1%)

## Rozloha
Ukrajina je s rozlohou 603 700 km² největším ze států, jejichž celé území leží na území Evropy. Sousedící evropská část Ruska (jehož většina území se nachází v Asii), má však rozlohu 3,953 milionu km² a je tak více než šestkrát větší než Ukrajina. 

## Vodstvo

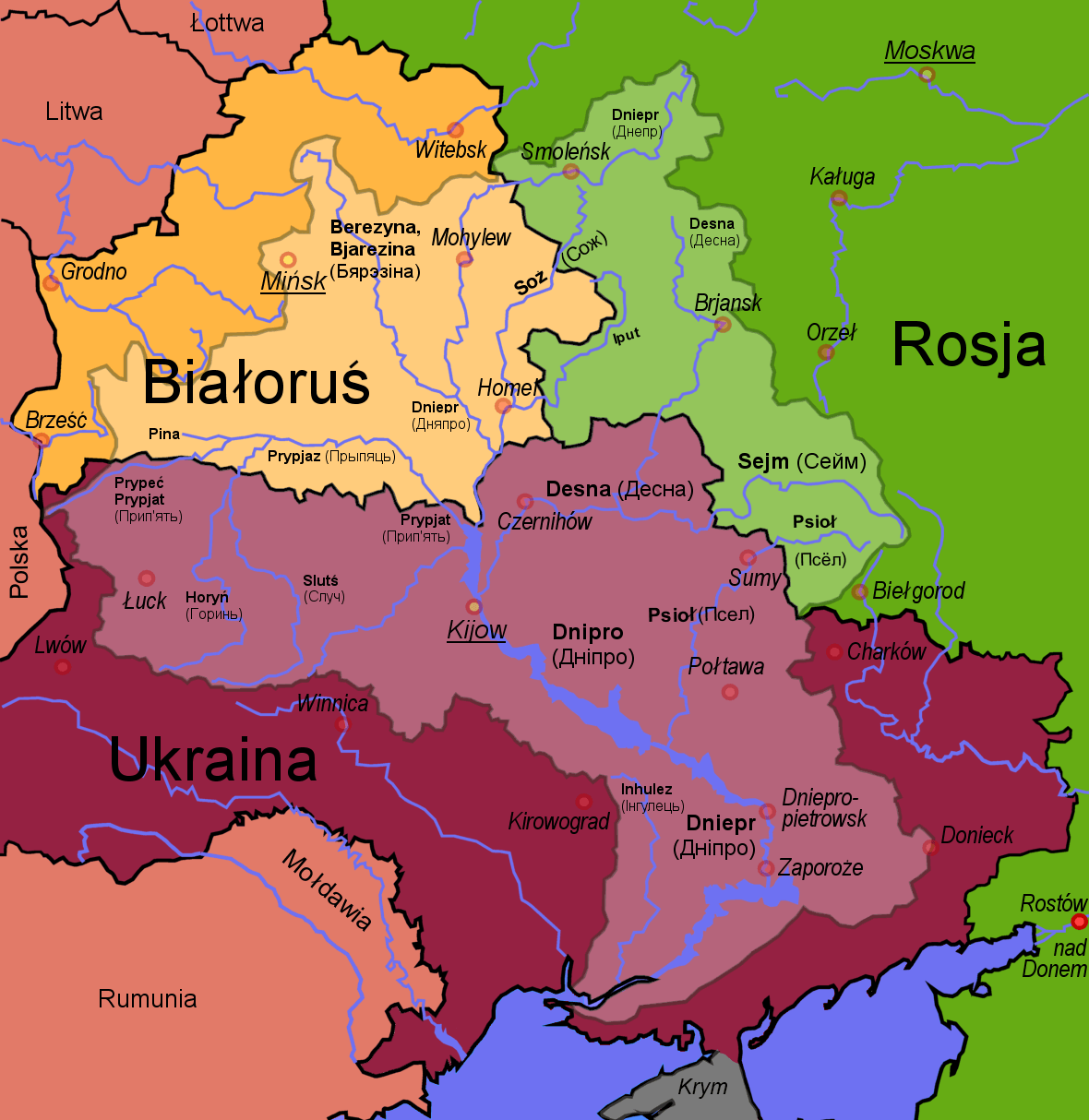
Mapa povodí Dněpru

### Řeky
Celková délka říční sítě je okolo 170 000 km. Největší hustota je v Ukrajinských Karpatech, ve vysočině Doněcký krjaž a na západě Polesí. Celkem 22 523 řek je delších než 4 km a z toho 117 je delších než 100 km. Většina jich patří do úmoří Azovského a Černého moře a jen 4 % území patří k úmoří Baltského moře. Hlavní vodní tepna je Dněpr s přítoky (Pripjať, Desna, Teteriv, Ros, Sula, Psjol, Vorskla a Inhulec), který protíná Ukrajinu ze severu na jih a dělí ji na dvě části. Jeho povodí tvoří severní a střední část země a zaujímá přibližně polovinu rozlohy republiky. Jihozápadní svahy Středoruské vysočiny a severní svahy Doněckého Krjaže patří k povodí Severního Doňce (pravý přítok Donu). S jižních svahů Doněckého Krjaže stékají nevelké řeky do Azovského moře. Řeky na západě a jihozápadě země patří k povodím Jižního Buhu a Dněstru. Zakarpatská oblast patří do povodí Tisy (přítok Dunaje). Na území Černovické oblasti pramení řeka Prut. Na samém jihozápadě protéká po hranici s Rumunskem Dunaj, většina jeho delty však náleží Rumunsku).
Řeky jižní stepní části v létě částečně vysychají (s výjimkou největších) a dolní levý břeh Dněpru (západně od řeky Moločna) postrádá povrchový odtok. Zdrojem rovinných řek jsou především tající sníh (50 až 80 %), zatímco u horských řek to jsou deště. Rovinné řeky mají jasně vyhraněné jarní zvýšení hladiny a nízké stavy v létě, nevýznamný podzimní nárůst a opět zimní snížení stavu. Průměrný roční odtok je 1 až 4 l/s z 1 km². V zimě většina řek zamrzá. Led vydrží 2 až 3,5 měsíce. Při oblevách někdy řeky v zimě rozmrzají. Velké řeky se využívají pro lodní dopravu a na mnohých řekách (Dněpr, Dněstr, Jižní Buh) jsou hydroelektrárny. Pro zavlažování a zásobování průmyslových objektů a měst vodou byly vybudovány kanály (Severní Doněc-Donbas, Dněpr-Kryvyj Rih, Dněpr-Donbas a také Severokrymský kanál).

### Jezera, limany, přehradní nádrže
Na Ukrajině je více než 7 000 jezer (s rozlohou 0,1 km² a větších). Jejich celková rozloha je 2 000 km². Největší rozlohu mají jezera v Budžaku v údolích Dunaje (Jalpuh, Kahul, Katlabuch), Dněpru, Děsny a Pripjati. Na pobřeží Černého a Azovského moře se rozkládají jezera Sasyk, Šahany, Alibej; v okolí Oděsy leží limany Kujalnycký, Chadžybejský a Dněsterský, který je svou rozlohou (360 km²) největší přirozenou vodní plochou Ukrajiny. Ve Volyni a Polesí je mnoho krasových jezer (Sviťazské, Pulemecké). V Ukrajinských Karpatech je nejvýznamnější jezero Siněvir. Na Ukrajině je více než 21 000 rybníků a přehrad. Největší jsou Kremenčucká (2 250 km²), Kachovská (2 155 km²), Kyjevská (922 km²) a Kamjanská (567 km²).